# جورج لايت
جورج لايت (بالإنجليزية: George Leite)‏ هو مؤلف ورائد أعمال وبائع كتب وشاعر أمريكي، ولد في 20 ديسمبر 1920 في بروفيدنس في الولايات المتحدة، وتوفي في 6 أغسطس 1985 في والنوت كريك في الولايات المتحدة.